# Championnat de France de football de troisième division 2005-2006
Navigation
National 2004-2005 National 2006-2007
Le Championnat de France de football National 2005-2006  a vu la victoire des Chamois niortais FC.

## Les 20 clubs participants
| - GFCO Ajaccio - SCO Angers - Aviron bayonnais - US Boulogne CO - AS Cannes - SO Châtellerault - AS Cherbourg - Croix de Savoie - FC Libourne-Saint-Seurin - CS Louhans-Cuiseaux | - AS Moulins - Nîmes Olympique - Chamois niortais FC - Pau FC - US Raon - SO Romorantin - Entente Sannois Saint-Gratien - Tours FC - Sporting Toulon Var - Vannes OC |

## Classement final
| Rang | Équipe                   | Pts | J  | G  | N  | P  | Bp | Bc | Diff |
| ---- | ------------------------ | --- | -- | -- | -- | -- | -- | -- | ---- |
| 1    | Chamois niortais FC R    | 70  | 38 | 20 | 10 | 8  | 57 | 36 | +21  |
| 2    | Tours FC                 | 65  | 38 | 18 | 11 | 9  | 49 | 35 | +14  |
| 3    | FC Libourne-Saint-Seurin | 64  | 38 | 17 | 13 | 8  | 46 | 29 | +17  |
| 4    | AS Cannes                | 62  | 38 | 17 | 11 | 10 | 48 | 41 | +7   |
| 5    | US Boulogne CO P         | 58  | 38 | 16 | 10 | 12 | 48 | 41 | +7   |
| 6    | Nîmes Olympique          | 58  | 38 | 16 | 10 | 12 | 50 | 39 | +11  |
| 7    | Sporting Toulon Var P    | 57  | 38 | 15 | 12 | 11 | 35 | 32 | +3   |
| 8    | Entente SSG              | 50  | 38 | 11 | 17 | 10 | 39 | 34 | +5   |
| 9    | US Raon L'Etape          | 50  | 38 | 11 | 17 | 10 | 42 | 37 | +5   |
| 10   | SO Romorantin            | 50  | 38 | 13 | 11 | 14 | 39 | 46 | -7   |
| 11   | Angers SCO R             | 49  | 38 | 12 | 13 | 13 | 42 | 35 | +7   |
| 12   | Vannes OC P              | 49  | 38 | 11 | 16 | 11 | 44 | 45 | -1   |
| 13   | CS Louhans-Cuiseaux P    | 48  | 38 | 14 | 6  | 18 | 42 | 51 | -9   |
| 14   | AS Cherbourg             | 46  | 38 | 9  | 19 | 10 | 34 | 39 | -5   |
| 15   | Pau FC                   | 45  | 38 | 10 | 15 | 13 | 34 | 38 | -4   |
| 16   | SO Châtellerault P       | 42  | 38 | 10 | 12 | 16 | 37 | 47 | -10  |
| 17   | Aviron bayonnais         | 41  | 38 | 10 | 11 | 17 | 34 | 41 | -7   |
| 18   | Croix-de-Savoie          | 41  | 38 | 8  | 17 | 13 | 28 | 40 | -12  |
| 19   | AS Moulins P             | 41  | 38 | 11 | 8  | 19 | 44 | 61 | -17  |
| 20   | GFCO Ajaccio             | 29  | 38 | 6  | 11 | 21 | 27 | 52 | -25  |

Promotions et relégations
- Promotion en Ligue 2 2006-2007
- Relégation en CFA 2006-2007

Abréviations
- P : Promu de CFA 2004-2005
- R : Relégué de Ligue 2 2004-2005
- -1 : Point(s) de pénalité reçu(s)

### Classement des buteurs
Le tableau suivant liste les joueurs selon le classement des buteurs pour la saison 2005-2006 de National.
| Rang | Buteur                       | Club                      | Buts Note 1 | Pen. Note 2 | Ratio Note 3 |
| ---- | ---------------------------- | ------------------------- | ----------- | ----------- | ------------ |
| 1    | Jérémy Perbet Jawad El Hajri | AS Moulins US Boulogne CO | 23          | 1           | 0,70 0,66    |
| 3    | Patrice Vareilles            | Aviron bayonnais          | 16          | 0           | 0,42         |
| 4    | Kamel Ghilas                 | AS Cannes                 | 15          | 0           | 0,41         |

| Mis à jour au 26 mai 2006. 1 : Nombre de buts inscrits incluant le nombre de pénaltys 2 : Nombre de pénaltys 3 : Ratio (buts inscrits/matchs joués) |